# Curvatura

Superficie de Costa

En matemáticas, la curvatura se refiere a cualquiera de una serie de conceptos vagamente relacionados en las diferentes áreas de la geometría. Normalmente se refiere a un concepto métrico de objetos matemáticos o geométricos. Por extensión también se usa el término para referirse a un número u objeto matemático que caracteriza la forma y magnitud de la curvatura. Más específicamente el término curvatura puede referirse a alguno de estos conceptos:
- Geometría diferencial de curvas:
  - Curvatura de una curva
  - Radio de curvatura
- Geometría diferencial de superficies:
  - Curvatura de Gauss
  - Curvatura media
  - Curvatura principal
- Geometría diferencial general:
  - Geometría diferencial para superficies
  - Tensor de curvatura
  - 2-forma de curvatura
- Física:
  - Curvatura del espacio-tiempo

## Explicación intuitiva
Intuitivamente, la curvatura es la cantidad por la cual un objeto geométrico dentro de un espacio euclídeo se desvía de ser plano, o lineal, pero esto se define de diferentes maneras dependiendo del contexto. Hay una diferencia clave entre la curvatura extrínseca, que se define para los objetos incrustados en otro espacio (por lo general un espacio euclidiano) de manera que se relaciona con el radio de curvatura de los círculos que tocan el objeto, y la curvatura intrínseca, que se define en cada punto en una variedad de Riemann. Este artículo trata principalmente con el primer concepto.
Un ejemplo claro de curvatura extrínseca es la de la circunferencia, que siempre tiene una curvatura igual al recíproco de su radio. En los círculos más pequeños, la curva es más pronunciada, y por lo tanto tienen una mayor curvatura. La curvatura de una curva suave se define como la curvatura de su círculo osculador en cada punto.
En un plano, esta es una magnitud escalar, pero en tres o más dimensiones se puede definir un vector de curvatura que tiene en cuenta la dirección de la curva además de qué tan pronunciada es. La curvatura de los objetos más complejos (tales como superficies o espacios n-dimensionales, incluso curvas) es descrita por objetos más complejos del álgebra lineal, como el tensor de curvatura de Riemann en general.